# Safiatou Ba
Safiatou Ba (ou Dicko Ba), née le 29 avril 1964 à Kati, Mali, est une écrivaine malienne reconnue pour ses œuvres littéraires qui explorent des thèmes sociaux et humains.  

## Biographie
Safiatou Dicko Ba naît à Kati, le 29 avril 1964.  Elle vit à Washington aux États-Unis depuis 2013. Elle est titulaire d'une maîtrise en anglais de l’École Normale Supérieure de Bamako,.   
Elle est l'auteure de plusieurs œuvres dont des poèmes qu'elle publie sous le nom de Voix Intérieure. Elle représente son pays, le Mali, au parlement des écrivaines francophones avec Fatoumata Kéita en France,. 
Elle est lauréate du Prix Massa Makan Diabaté de la rentrée Littéraire 2018 du Mali pour son roman Émotions violentes. En 2020, elle reçoit la distinction de ONU femme Mali pour sa créativité littéraire. Grâce à ses œuvres, elle est nommée au Prix Africain de Leadership et de l’Émergence (PALEM) dans la catégorie littérature en 2024.

## Publication

### Roman
- Les fantômes du passé, Montréal, Soleil d'Hiver, 2017, 169 p. (ISBN 9782924715024 et 2924715024, OCLC 1054192559, lire en ligne).
- Emotions violentes, Jamana, 2017, 210 p. (ISBN 9789995211165 et 9995211165, OCLC 1091292923, lire en ligne).
- Ah ! nos maris, ces grands inconnus ! : histoires vraies de femmes qui ont en commun le chagrin, Montréal, Afrikana, 2019, 276 p. (ISBN 9782924928073 et 2924928079, OCLC 1285510334, lire en ligne).
- Ah ! Nos épouses, ces mantes religieuses ! : quand les hommes racontent leurs douleurs, Afrikana, 2021 (ISBN 9782924928141 et 2924928141, OCLC 1503586933, lire en ligne).
- Je n'étais qu'un enfant! : roman, Ouagadougou, Burkina Faso, Lakalita, 2022, 171 p. (ISBN 9782362960208 et 236296020X, OCLC 1395077564, lire en ligne)

### Recueils de poèmes
- Voix intérieure, Mali, Figuira editions, 2020, 80 p. (ISBN 9789995291273 et 9995291274, OCLC 1260851255, lire en ligne).
- Le murmure de l'intime : recueil de poèmes, Montréal, Quebec, Presses Panafricaines, coll. « Collection Soleil d'hiver », 2023, 88 p. (ISBN 9798353463429, 9789798353468 et 9798353463, OCLC 1390768141, lire en ligne).

### Recueil de nouvelles
- L'envers du décor : recueil de nouvelles, Bamako, Mali, Jamana, 2014, 121 p. (ISBN 9995210738 et 9789995210731, OCLC 913773283, lire en ligne)